# Colpodia pallidula
Colpodia pallidula är en tvåvingeart som först beskrevs av Frederik Maurits van der Wulp 1874.  Colpodia pallidula ingår i släktet Colpodia och familjen gallmyggor.
Artens utbredningsområde är Nederländerna. Inga underarter finns listade i Catalogue of Life.